# Зотовська
Зотовська (рос. Зотовская) — станиця у Алексєєвському районі Волгоградської області Російської Федерації.
Населення становить 76 осіб. Входить до складу муніципального утворення Аржановське сільське поселення.

## Історія
Станиця розташована у межах українського історичного та культурного регіону Жовтий Клин.
Згідно із законом від 31 грудня 2004 року № 988-ОД органом місцевого самоврядування є Аржановське сільське поселення.

## Населення
| 2010 |
| ---- |
| 76   |